# Uroplatus lineatus
Uroplatus lineatus е вид влечуго от семейство Геконови (Gekkonidae).

## Разпространение
Видът е разпространен в Мадагаскар.